# Любувець
Любувець (пол. Lubówiec, нім. Liebenteich) — село в Польщі, у гміні Скемпе Ліпновського повіту Куявсько-Поморського воєводства.
Населення — 163 особи (2011).
У 1975-1998 роках село належало до Влоцлавського воєводства.

## Демографія
Демографічна структура станом на 31 березня 2011 року:
|          | Загалом | Допрацездатний вік | Працездатний вік | Постпрацездатний вік |
| -------- | ------- | ------------------ | ---------------- | -------------------- |
| Чоловіки | 92      | 28                 | 58               | 6                    |
| Жінки    | 71      | 20                 | 32               | 19                   |
| Разом    | 163     | 48                 | 90               | 25                   |